# Amesbury Town F.C.
Câu lạc bộ bóng đá Amesbury Town là một câu lạc bộ bóng đá có trụ sở tại Amesbury, Wiltshire, Anh. Đội hiện là thành viên của Wiltshire League Premier Division và thi đấu tại Bonnymead Park.

## Lịch sử
Câu lạc bộ được thành lập vào năm 1904 với tên gọi Câu lạc bộ bóng đá Amesbury. Đội tham gia Salisbury & District Junior League, trước khi trở thành thành viên của Salisbury & District League vào năm 1906. Sau khi vô địch giải đấu vào mùa giải 1955-56, họ trở thành thành viên của Division One của Wiltshire League. Tuy nhiên, sau khi đứng thứ ba tại Division One vào mùa giải 1958-1959, câu lạc bộ đã rời giải. Đội trở lại Division One mùa giải 1972-73; dù xếp cuối bảng nhưng họ không bị xuống hạng. Mùa giải tiếp theo, họ kết thúc ở vị trí thứ hai từ dưới lên của giải đấu, nhưng vào năm 1974-75, họ là nhà vô địch giải đấu. Họ là á quân trong mùa giải tiếp theo, và được xếp vào Senior Division One năm 1976 sau khi giải đấu này hợp nhất với Wiltshire Combination để tạo thành Wiltshire County League.
Amesbury bắt đầu tham gia FA Vase mùa giải 1978-79, và là Á quân của Division One. Mùa giải tiếp theo, họ vô địch giải đấu và lọt vào vòng 3 của Vase. Vào mùa giải 1983-84, họ đã giành được Wiltshire Senior Cup lần đầu tiên. Câu lạc bộ được đổi tên thành Amesbury Town vào năm 1984, và sau khi về nhì vào các năm 1989-90, họ đã vô địch vào mùa giải 1990-91. Đội đã bảo vệ được chức vô địch trong mùa giải 1991-92, và sau khi kết thúc với vị trí á quân vào mùa giải 1993-94, cũng giành được Wiltshire Senior Cup, câu lạc bộ chuyển lên Division One của Western League. Tuy nhiên, sau khi xếp cuối Division One trong mùa giải 1996-97 đội rời đi để gia nhập lại Salisbury & District League.
Sau khi kết thúc với vị trí á quân tại Salisbury & District League Premier Division 1997-98, Amesbury gia nhập Division Three của Hampshire League. Kết thúc ở vị trí thứ tư trong mùa giải đầu tiên của họ tại giải đấu là đủ để giành quyền thăng hạng lên Premier Division trong bối cảnh giải đấu được tổ chức lại. Năm 2004, giải đấu hợp nhất thành Wessex League, với câu lạc bộ trở thành thành viên của Division Two, được đổi tên thành Division One vào năm 2006. Trong mùa giải 2015-16 đội là Á quân của Division One và được thăng hạng lên Premier Division. Sau khi kết thúc ở vị trí thứ ba từ dưới lên của Premier Division mùa giải 2017-18, câu lạc bộ đã bị xuống hạng trở lại Division One.

### Từng mùa giải
| Mùa giải | Hạng đấu                                      | Thứ hạng | Sự kiện chính                           |
| -------- | --------------------------------------------- | -------- | --------------------------------------- |
| 1904-05  | Salisbury & District Junior League            |          |                                         |
| 1905-06  | Salisbury & District Junior League            | 4        |                                         |
| 1906-07  | Salisbury & District League                   |          |                                         |
| 1907-08  | Salisbury & District League                   |          |                                         |
| 1908-09  | Salisbury & District League                   |          |                                         |
| 1909-10  | Salisbury & District League                   |          |                                         |
| 1910-11  | Salisbury & District League                   |          |                                         |
| 1911-12  | Salisbury & District League                   |          |                                         |
| 1912-13  | Salisbury & District League                   |          |                                         |
| 1913-14  | Salisbury & District League                   |          |                                         |
| 1914-15  | Salisbury & District League                   |          |                                         |
| 1919-20  | Salisbury & District League Division Two      | 7        |                                         |
| 1920-21  | Salisbury & District League                   |          |                                         |
| 1921-22  | Salisbury & District League                   |          |                                         |
| 1922-23  | Salisbury & District League                   |          |                                         |
| 1923-24  | Salisbury & District League Division Two A    | 10       |                                         |
| 1924-25  | Salisbury & District League Division Two A    | 6        |                                         |
| 1925-26  | Salisbury & District League Division Two A    | 6        |                                         |
| 1926-27  | Salisbury & District League Division Two A    | 3        |                                         |
| 1927-28  | Salisbury & District League Division Two A    | 8        |                                         |
| 1928-29  | Salisbury & District League Division Two A    | 8        |                                         |
| 1929-30  | Salisbury & District League Division One A    | 7        |                                         |
| 1930-31  | Salisbury & District League Division One A    | 8        |                                         |
| 1931-32  | Salisbury & District League Division One A    | 7        |                                         |
| 1932-33  | Salisbury & District League Division One A    | 7        |                                         |
| 1933-34  | Salisbury & District League Division One A    |          |                                         |
| 1934-35  | Salisbury & District League Division Two A    | 4        |                                         |
| 1935-36  | Salisbury & District League Division Two A    | 3        |                                         |
| 1936-37  | Salisbury & District League Division Two A    | 6        |                                         |
| 1937-38  | Salisbury & District League Division Two A    | 10       |                                         |
| 1938-39  | Salisbury & District League Division Two A    | 8        |                                         |
| 1946-47  | Salisbury & District League Division 2 Junior |          |                                         |
| 1947-48  | Salisbury & District League                   |          |                                         |
| 1948-49  | Salisbury & District League                   |          |                                         |
| 1949-50  | Salisbury & District League Division Three B  |          |                                         |
| 1950-51  | Salisbury & District League                   |          |                                         |
| 1951-52  | Salisbury & District League Division One      |          |                                         |
| 1952-53  | Salisbury & District League                   |          |                                         |
| 1953-54  | Salisbury & District League Division Three B  | 2        | Thăng hạng                              |
| 1954-55  | Salisbury & District League Division Two      | 1        | Vô địch, thăng hạng                     |
| 1955-56  | Salisbury & District League Division One      | 1        | Vô địch, thăng hạng                     |
| 1956-57  | Wiltshire League Division One                 | 9/13     |                                         |
| 1957-58  | Wiltshire League Division One                 | 12/16    |                                         |
| 1957-58  | Wiltshire League Division One                 | 3/13     |                                         |
| 1959-60  |                                               |          |                                         |
| 1960-61  |                                               |          |                                         |
| 1961-62  |                                               |          |                                         |
| 1962-63  |                                               |          |                                         |
| 1963-64  |                                               |          |                                         |
| 1964-65  |                                               |          |                                         |
| 1965-66  |                                               |          |                                         |
| 1966-67  |                                               |          |                                         |
| 1967-68  |                                               |          |                                         |
| 1968-69  |                                               |          |                                         |
| 1969-70  |                                               |          |                                         |
| 1970-71  |                                               |          |                                         |
| 1971-72  |                                               |          |                                         |
| 1972-73  | Wiltshire League Division One                 | 16/16    |                                         |
| 1973-74  | Wiltshire League Division One                 | 15/16    |                                         |
| 1974-75  | Wiltshire League Division One                 | 1/15     | Vô địch                                 |
| 1975-76  | Wiltshire League Division One                 | 2/17     |                                         |
| 1976-77  | Wiltshire County League Senior Division One   | 4/16     |                                         |
| 1977-78  | Wiltshire County League Division One          | 5/16     |                                         |
| 1978-79  | Wiltshire County League Division One          | 2/16     |                                         |
| 1979-80  | Wiltshire County League Division One          | 1/16     | Vô địch                                 |
| 1980-81  | Wiltshire County League Division One          | 4/16     |                                         |
| 1981-82  | Wiltshire County League Division One          | 4/17     |                                         |
| 1982-83  | Wiltshire County League Division One          | 5/16     |                                         |
| 1983-84  | Wiltshire County League Division One          | 3/16     |                                         |
| 1984-85  | Wiltshire County League Division One          | 12/16    |                                         |
| 1985-86  | Wiltshire County League Division One          | 13/14    |                                         |
| 1986-87  | Wiltshire County League Division One          | 8/15     |                                         |
| 1987-88  | Wiltshire County League Division One          | 3/16     |                                         |
| 1988-89  | Wiltshire County League Division One          | 4/14     |                                         |
| 1989-90  | Wiltshire County League Division One          | 2/15     |                                         |
| 1990-91  | Wiltshire County League Division One          | 1/13     | Vô địch                                 |
| 1991-92  | Wiltshire County League Division One          | 1/15     | Vô địch                                 |
| 1992-93  | Wiltshire League Division One                 | 4/16     |                                         |
| 1993-94  | Wiltshire League Division One                 | 2/15     | Thăng hạng                              |
| 1994-95  | Western League Division One                   | 12/21    |                                         |
| 1995-96  | Western League Division One                   | 16/19    |                                         |
| 1996-97  | Western League Division One                   | 20/20    | Rút lui                                 |
| 1997-98  | Salisbury & District League Premier Division  | 2        | Thăng hạng                              |
| 1998-99  | Hampshire League Division Three               | 4/18     | Thăng hạng                              |
| 1999-00  | Hampshire League Premier Division             | 1/22     | Vô địch                                 |
| 2000-01  | Hampshire League Premier Division             | 12/21    |                                         |
| 2001-02  | Hampshire League Premier Division             | 20/21    |                                         |
| 2002-03  | Hampshire League Premier Division             | 11/20    |                                         |
| 2003-04  | Hampshire League Premier Division             | 8/18     |                                         |
| 2004-05  | Wessex League Division Two                    | 15/22    |                                         |
| 2005-06  | Wessex League Division Two                    | 19/22    | Division Two đổi tên thành Division One |
| 2006-07  | Wessex League Division One                    | 18/19    |                                         |
| 2007-08  | Wessex League Division One                    | 11/21    |                                         |
| 2008-09  | Wessex League Division One                    | 12/21    |                                         |
| 2009-10  | Wessex League Division One                    | 11/21    |                                         |
| 2010-11  | Wessex League Division One                    | 13/19    |                                         |
| 2011-12  | Wessex League Division One                    | 14/18    |                                         |
| 2012-13  | Wessex League Division One                    | 14/16    |                                         |
| 2013-14  | Wessex League Division One                    | 10/16    |                                         |
| 2014-15  | Wessex League Division One                    | 4/15     |                                         |
| 2015-16  | Wessex League Division One                    | 2/18     | Thăng hạng                              |
| 2016-17  | Wessex League Premier Division                | 19/22    |                                         |
| 2016-17  | Wessex League Premier Division                | 20/22    | Xuống hạng                              |

## Danh hiệu
- Wiltshire County League
  - Vô địch Division One 1979-80, 1990-91, 1991-92
- Wiltshire League
  - Vô địch 1974-75
- Wiltshire Senior Cup
  - Vô địch 1983-84, 1993-94

## Kỉ lục
- Thành tích tốt nhất tại Cúp FA: Vòng sơ loại, 2016-17[7]
- Thành tích tốt nhất tại FA Vase: Vòng Ba, 1979-80[3]
- Kỉ lục số khán giả: 625[1]